# Mythimna albivenis
Mythimna albivenis là một loài bướm đêm trong họ Noctuidae.